# Hariton Pushwagner
Hariton Pushwagner, właściwie Terje Brofos (ur. 2 maja 1940 w Oslo, zm. 24 kwietnia 2018 tamże) – norweski malarz i grafik, przedstawiciel pop-artu. 
Studiował w Akademii Sztuk Pięknych w Oslo (norw. Statens Kunstakademi) w latach 1963–1966, a także w Nowym Jorku, Paryżu, Sztokholmie i Londynie. Duży wpływ na jego twórczość i ideały miało poznanie w 1968 roku pisarza Axela Jensena. Pushwagner ilustrował wiele jego książek. Przełomem w jego 40-letniej karierze w Norwegii i na arenie międzynarodowej okazał się rok 2008, kiedy to artysta wystawiał swoje prace na V Berlin Biennale i XVI Biennale w Sydney. 
W 2011 powstał w Norwegii dokumentalny film o artyście pt. Pushwagner.
Był dwukrotnie żonaty, miał dwie córki. Zmarł w wieku 77 lat w szpitalu Diakonhjemmet sykehus w Oslo.